# Amphoe Si Wilai
Amphoe Si Wilai (Thai: อำเภอ ศรีวิไล) ist ein Landkreis (Amphoe – Verwaltungs-Distrikt) im Osten der Provinz Bueng Kan. Die Provinz Bueng Kan liegt im Norden der Nordostregion von Thailand, dem so genannten Isan.

## Geographie
Amphoe Si Wilai grenzt an die folgenden Landkreise (von Norden im Uhrzeigersinn): an die Amphoe Bueng Kan, Seka und Phon Charoen in der Provinz Bueng Kan.

## Geschichte
Si Wilai wurde am 1. Januar 1988 zunächst als „Zweigkreis“ (King Amphoe) eingerichtet, indem die vier Tambon Si Wilai, Chumphu Phon, Na Saeng und Na Sabaeng vom Amphoe Bueng Kan abgetrennt wurden. 
Am 4. Juli 1994 wurde er zum Amphoe heraufgestuft.

## Verwaltung

### Provinzverwaltung
Der Landkreis Si Wilai ist in fünf Tambon („Unterbezirke“ oder „Gemeinden“) eingeteilt, die sich weiter in 51 Muban („Dörfer“) unterteilen.
| Nr. | Name         | Thai    | Muban | Einw.  |
| --- | ------------ | ------- | ----- | ------ |
| 01. | Si Wilai     | ศรีวิไล   | 12    | 11.045 |
| 02. | Chumphu Phon | ชุมภูพร   | 13    | 07.691 |
| 03. | Na Saeng     | นาแสง   | 09    | 08.161 |
| 04. | Na Sabaeng   | นาสะแบง | 09    | 06.294 |
| 05. | Na Sing      | นาสิงห์   | 08    | 06.559 |

### Lokalverwaltung
Es gibt eine Kommune mit „Kleinstadt“-Status (Thesaban Tambon) im Landkreis:
- Si Wilai (Thai: เทศบาลตำบลศรีวิไล), besteht aus dem gesamten Tambon Si Wilai.

Außerdem gibt es vuer „Tambon-Verwaltungsorganisationen“ (องค์การบริหารส่วนตำบล – Tambon Administrative Organizations, TAO):
- Chumphu Phon (Thai: องค์การบริหารส่วนตำบลชุมภูพร)
- Na Saeng (Thai: องค์การบริหารส่วนตำบลนาแสง)
- Na Sabaeng (Thai: องค์การบริหารส่วนตำบลนาสะแบง)
- Na Sing (Thai: องค์การบริหารส่วนตำบลนาสิงห์)